# Memórias

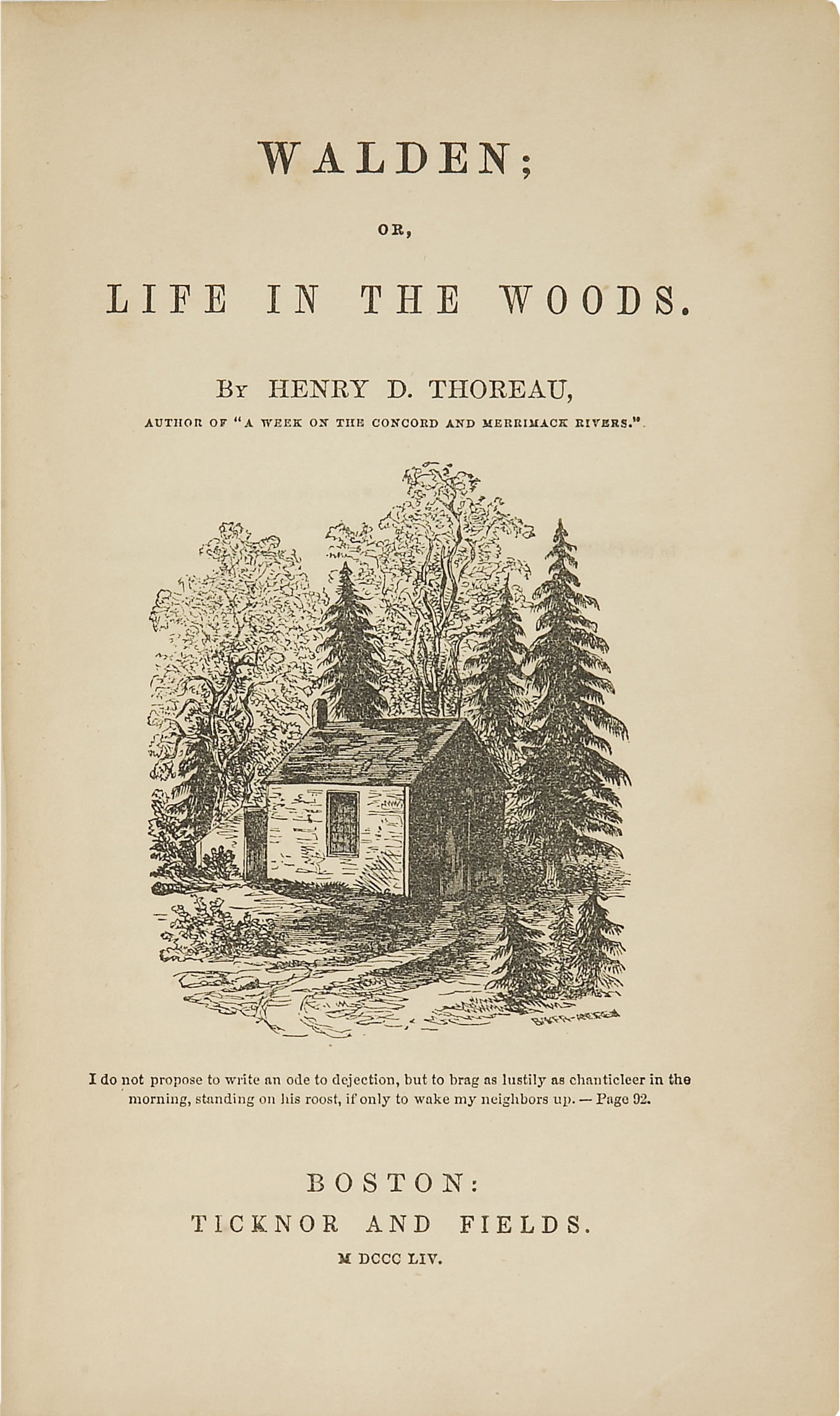
Página original do título de Walden, de 1854, com uma ilustração da autoria de Sophia Thoreau, irmã do escritor. O livro é uma autobiografia do afamado escritor transcendentalista Henry David Thoreau

Chama-se relato de memórias ao gênero de literatura em que o narrador conta fatos da sua vida. É tipicamente um gênero do modo narrativo, assim como a novela e o conto, porém essa classificação é predominantemente atribuída a histórias verídicas ou mesmo sim baseadas em fatos. Diferencia-se da biografia pois não se prende a contar a vida de alguém em particular, mas sim narrar as suas lembranças.
Em se tratando da comunidade científica, é bastante comum os cientistas e pesquisadores comunicarem-se entre si por meio de cartas, ou mais recentemente, por meio de e-mails, nos quais o gênero predominante é a memória. Ou seja, quando, por exemplo, Charles Darwin escreveu a Hudson pedindo esclarecimentos sobre os hábitos do Molothrus, semelhante aos estorninhos; para o livro A Origem das espécies por meios da seleção natural, Charles Darwin; e quando este respondeu, respectivamente, àquele; ambos utilizam o gênero memória. Quando dois pesquisadores trocam informações sobre determinado experimento ou sobre os resultados obtidos em determinado procedimento, eles também utilizam esse gênero. Poderíamos reduzi-lo, então, ao ato de transcrever e comunicar algo que se passou e que, portanto, se lembra; daí, o gênero memória aplicado à finalidade científica. É importante lembrar que tal gênero abre espaço para a opinião de quem escreve em função do assunto tratado, de modo que os interlocutores desse gênero compartilham não apenas a informação factual, mas também constroem uma interpretação juntos. Seria uma maneira informal de os cientistas comunicarem-se, visto que esse gênero nem exige tanto rigor quanto um relatório, mas, porém, está calcado no raciocínio típico do método científico.

## Brasil
No Brasil temos memorialistas de expressão. Os mais notáveis sãoː
- Joaquim Nabuco com Minha Formação;
- Rodrigo Octávio com Minhas Memórias dos Outros;
- Gilberto  Amado com  suas Memórias  em cinco volumes (História  de  Minha Infância, Minha  Formação no Recife, Viagem ao Rio e Primeira Viagem a Europa, Presença na Política e Depois da Política);
- João Neves  da  Fontoura com suas  Memória  em  dois  volumes (Nos  tempos de Borges de Medeiros e A Aliança Liberal e a Revolução de 1930);
- Afonso  Arinos  de  Melo Franco com suas Memórias em quatro volumes (Alma do Tempo, Escalada, Planalto, Alto Mar-Mar Alto), depois  reunidos num único volume  intitulado Alma do Tempo;
- Manuel Bandeira com Itinerário de Pasárgada;
- Paulo Duarte  com suas  Memórias em 10  volumes;
- Pedro Nava com sua obra memorialística em seis volumes (Baú de Ossos, Balão Cativo, Chão-de-Ferro, Beira-Mar, Galo-das-Trevas, O Círio Perfeito);
- Antonio Carlos Villaça com O Nariz do Morto.

Outro bom livro desse gênero textual, é As Curvas do Tempo, de Oscar Niemeyer.

## Portugal
Em Portugal temos também memorialistas de relevo. Realçamos os seguintes:
- Fernão Mendes Pinto com Peregrinação;
- José Francisco Trindade Coelho com In Illo Tempore;
- Jaime Cortesão com Memórias da Grande Guerra;
- Raul Brandão com Memórias - III volumes;
- Miguel Torga com Diário - XVI volumes;
- Vergílio Ferreira com Conta Corrente - IX volumes; Pensar; Escrever
- José Saramago com Cadernos de Lanzarote; As Pequenas Memórias; Último Caderno de Lanzarote